# トマホーク武器システム

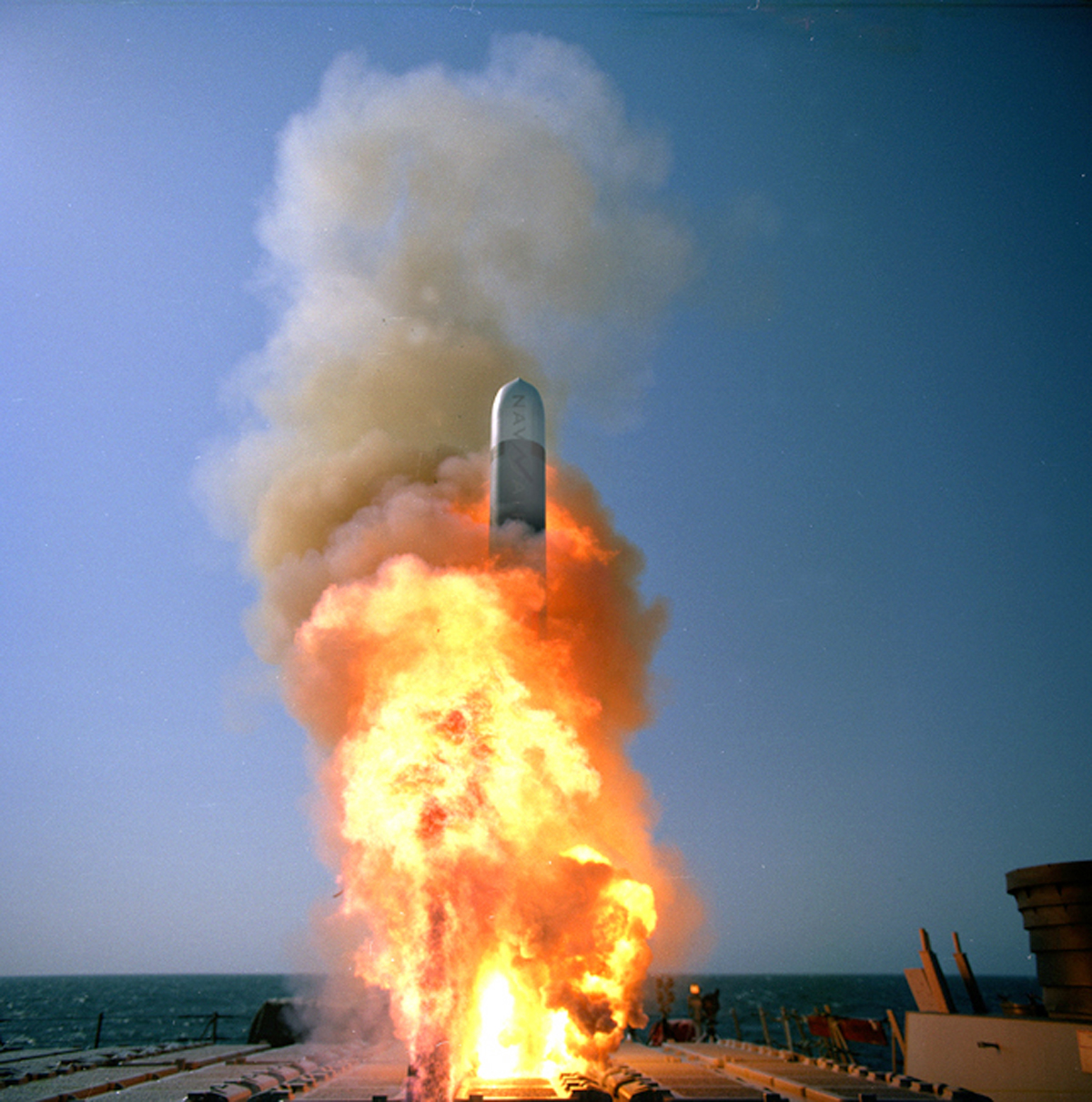
戦術トマホークの発射

トマホーク武器システム（トマホークぶきシステム、TWS：Tomahawk Weapon System）は、アメリカ海軍の艦対地巡航ミサイル・システム。トマホーク・ミサイル本体のほか、その射撃指揮システム、そしてその作戦を支えるC4ISRシステムにより構成されている。

## 概要
トマホーク武器システム（TWS）は、長距離の艦対地集中精密攻撃を担当する武器システムである。水上艦装備のMk.32（装甲ボックスランチャー搭載艦）、Mk.37（Mk.41 VLS搭載艦）と、潜水艦装備のMk.36がある。TWSの実用化により、従来は高付加価値資産（HVU：High Value Unit）の護衛という守勢的兵種に甘んじてきた水上戦闘艦に攻勢的兵種としての地歩を付与し、また、元来より攻勢的兵種であった潜水艦は、その制圧可能範囲を陸上にまで延伸することが可能となった。
TWSは、実際の攻撃を担当するトマホーク巡航ミサイルおよびその射撃指揮システム、そしてその作戦を支えるC4ISRシステムによって構成されている。これらの各要素は、それぞれ離れた場所に配置されることら、これらがシステムとして連携していることは必ずしも知られてはいないが、実際には、トマホークによる攻撃を支援するため、極めて緊密に連接されている。
TWSは、他の部隊（電子戦部隊やAWACS部隊）などとの連携なしで、独力で精密な航空攻撃を実施することができる。一方で、投射可能な火力量は決して多くなく、また、頻繁に移動する小規模目標への攻撃には不適であるという欠点もある。しかし、攻撃側の人的な損害の恐れなしで対地精密攻撃を実施できるという特性から、とくに非対称戦争における介入手段として多用される。

## 構成
TWSは、その性格上、艦上に配置される要素が極めて少ない。
例えばイージスシステムにおいては、任務が守勢的なものであり、また、多くの場合は急を要するものであるので、攻撃目標の選定は、SPY-1レーダーからの情報をもとに、艦上の戦術情報処理装置およびオペレーターが実施する。これに対し、トマホーク武器管制システム（TWCS）は長射程であり、かつ攻勢的な作戦を実施するため、その攻撃目標の選定は、上級司令部や支援部隊、宇宙監視・通信システムなど、艦外の各種システムからの情報をもとに、艦長の厳格な直率によって実施される。さらに、イージスシステムでは膨大な装備が必要となるが、TWSで艦上に配置されるのは、トマホーク巡航ミサイル本体と、それを発射するためのMk.41 VLS、攻撃計画策定を実施する洋上計画システム（APS）と、直接に攻撃管制を行なうTWCSのみである。
TWSは、下記の5つのサブシステムによって構成されている。
1. 戦域任務計画センター（TMPC）
大西洋艦隊/太平洋艦隊の巡航ミサイル支援部隊（CMSALANT/CMSAPAC）に属し、上級部隊の指揮官より、トマホークによる陸上攻撃計画を委任される。TMPCは、DIWS（デジタル映像ワークステーション）、TLAM計画システム、任務頒布システム、精密照準ワークステーションの4つの要素によって構成されている。
2. 洋上計画システム（APS）
トマホークミサイル搭載艦に装備され、トマホークミサイル攻撃を艦上において計画する。いわばTMPCの簡易版である。この際に使用するため、TWS搭載艦の多くにはIBSの受信設備（JTT）が設置されており、高レベル管理の情報資産からの偵察情報を利用できるようになっている。
3. トマホーク武器管制システム（TWCS）
トマホークミサイル搭載艦に装備され、OTCIXS, TADIXS（後にGCCS-Mに統合）を介してTMPCより受信した（あるいはAPSより入力された）目標データを処理して射撃諸元の算出を担当する。いわゆる射撃指揮システムであり、水上艦装備のMk.37 TWSではSWG-3が、潜水艦装備のMk.36 TWSではSWG-2が使用される。
4. ミサイル発射機
トマホークミサイルを発射するためのミサイル発射システムである。水上艦ではMk.143 ABLまたはMk.41 VLSが、潜水艦では魚雷発射管またはMk.45 VLSが使用される。
5. RGM/UGM-109 トマホーク
トマホークミサイル本体。水上艦/潜水艦装備のVLS、あるいは水上艦の専用発射機（ABL）や潜水艦の魚雷発射管より発射される。

## 搭載艦
アメリカ海軍
水上戦闘艦
- バージニア級原子力ミサイル巡洋艦
- タイコンデロガ級ミサイル巡洋艦
- スプルーアンス級駆逐艦
- アイオワ級戦艦
- アーレイ・バーク級ミサイル駆逐艦
- ズムウォルト級ミサイル駆逐艦

潜水艦
- スタージョン級原子力潜水艦
- ロサンゼルス級原子力潜水艦
- シーウルフ級原子力潜水艦
- バージニア級原子力潜水艦
- 改良型オハイオ級原子力潜水艦

 イギリス海軍
- スウィフトシュア級原子力潜水艦
- トラファルガー級原子力潜水艦
- アスチュート級原子力潜水艦

 海上自衛隊
- イージス・システム搭載艦